# برانکو ووکیسویچ
برانکو ووکیسویچ (انگلیسی: Branko Vukićević؛ زادهٔ ۱۸ دسامبر ۱۹۶۱) بازیکن بسکتبال اهل یوگسلاوی است.
از باشگاه‌هایی که در آن بازی کرده‌است می‌توان به سیبونا زاگرب اشاره کرد.
وی در مسابقات کشوری و بین‌المللی در مجموع برندهٔ ۱ مدال طلا، ۱ مدال نقره، ۱ مدال برنز شده‌است.